# Euryphora arabiensis
Euryphora arabiensis är en tvåvingeart som beskrevs av Ronald Henry Lambert Disney 2006. Euryphora arabiensis ingår i släktet Euryphora och familjen puckelflugor. Inga underarter finns listade i Catalogue of Life.